# Amphissa undata
Amphissa undata är en snäckart som först beskrevs av Carpenter 1864.  Amphissa undata ingår i släktet Amphissa och familjen Columbellidae. Inga underarter finns listade i Catalogue of Life.